# Initiative populaire « Protection du sol et du travail par des mesures contre la spéculation »
L'initiative populaire  « Protection du sol et du travail par des mesures contre la spéculation » est une initiative populaire suisse, rejetée par le peuple et les cantons le 1er octobre 1950.

## Contenu
L'initiative propose de créer un nouvel article dans la Constitution fédérale demandant à la Confédération et aux cantons de « soustraire à la spéculation le sol utilisable » en limitant l'achat des terres cultivables à celui qui les exploitera et en limitant la spéculation immobilière.
Le texte complet de l'initiative peut être consulté sur le site de la Chancellerie fédérale.

## Déroulement

### Contexte historique
Entre le lancement de l'initiative et sa présentation devant le peuple, un nouvel article (31 bis) a été ajouté à la Constitution donnant le droit à la Confédération de prendre des mesures limitatives afin de « conserver une forte population paysanne, assurer la productivité de l'agriculture et consolider la propriété rurale ».

### Récolte des signatures et dépôt de l'initiative
La récolte des 50 000 signatures nécessaires a débuté le 15 janvier 1943. L'initiative a été déposée le 1er juillet de la même année à la chancellerie fédérale qui l'a déclarée valide le 19 juillet.

### Discussions et recommandations des autorités
Le parlement et le Conseil fédéral recommandent le rejet de cette initiative. Dans son rapport aux chambres fédérales, le gouvernement relève plusieurs imprécision de formulation (en particulier les expressions « sol utilisable » ou « spéculation » qui ne sont pas clairement définis. Il rejette l'initiative, jugeant que le nouvel article 31bis remplit les objectifs visés par l'initiative.

### Votation
Soumise à la votation le 1er octobre 1950, l'initiative est refusée par la totalité des 19 6/2 cantons et par 73,0 % des suffrages exprimés. Le tableau ci-dessous détaille les résultats par cantons :